# Античные Олимпийские игры

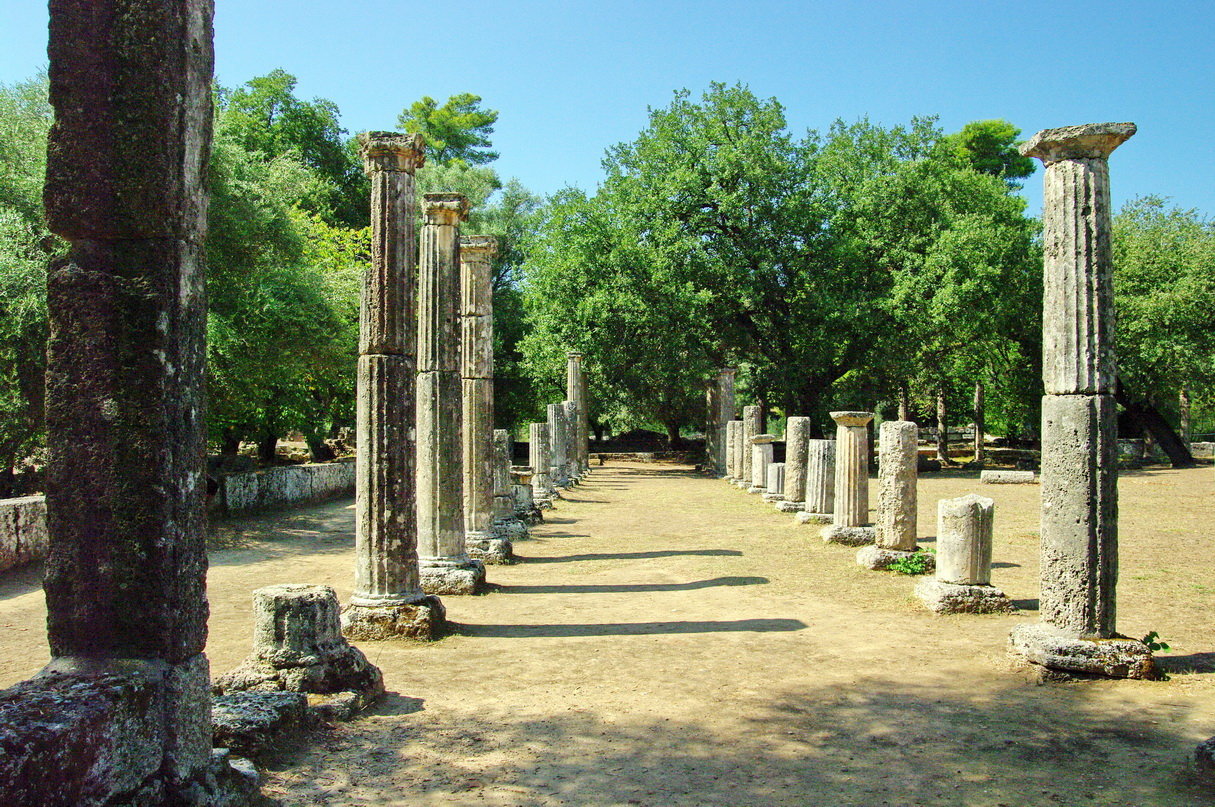
Развалины Палестры в Олимпии

Анти́чные Олимпи́йские и́гры (Оли́мпии, др.-греч. Ὀλύμπια) — величайшие из эллинских национальных празднеств, спортивные соревнования, которые проходили в Олимпии на полуострове Пелопоннес в период с 776 г. до н. э. до 393 года н. э. За это время было проведено 292 четырёхлетних цикла Олимпийских игр. Проведение 293-й Олимпиады было отменено императором Римской империи Феодосием I, а Олимпийские игры были запрещены как языческие.
Олимпийские игры считались одним из двух центральных событий в Древней Греции, другой гораздо более древней религиозной практикой были Элевсинские мистерии. Несмотря на то, что античные Олимпийские игры имели глубокое религиозное значение, их центральным элементом являлись спортивные состязания. Победитель Олимпийских игр именовался олимпиоником.

## История игр

### Доисторическая эпоха
Районы вокруг Средиземного моря имели давнюю традицию проведения спортивных соревнований. Древние египтяне и жители Месопотамии изображали спортивные сцены в гробницах царей и знати. Однако они не проводили регулярных соревнований, и те события, которые происходили, вероятно, были прерогативой царей и высших классов. В культуре минойцев гимнастика была в большом почёте: на их фресках изображены прыжки с быком, кувырки, бег, борьба и бокс. Микенцы переняли минойские игры, а также участвовали в гонках на колесницах во время религиозных или погребальных церемоний. Герои Гомера участвовали в спортивных соревнованиях, чтобы почтить память погибших. В Илиаде есть гонки на колесницах, бокс, борьба, пеший забег, а также фехтование, стрельба из лука и метание копья. Одиссея добавляет к ним прыжки в длину и метание диска.
По древнейшему сказанию, Олимпийские игры возникли ещё во времена Кроноса, в честь идейского дактиля Геракла. Согласно мифу, Рея передала новорождённого Зевса идейским дактилям (Куретам). Пятеро из них пришли с критской Иды в Олимпию, где был уже воздвигнут храм в честь Кроноса. Геракл, старший из братьев, победил всех в беге и был награждён за победу венком из дикой оливы. При этом Геракл установил состязания, которые должны были происходить через 5 лет, по числу прибывших в Олимпию идейских братьев.
Существовали и другие сказания о возникновении национального праздника, приурочивавшие его то к той, то к другой мифической эпохе. Несомненно, во всяком случае, что Олимпия была древним святилищем, давно известным на Пелопоннесе. В «Илиаде» Гомера упоминается о гонках квадриг (колесниц с четвёркой лошадей), устраиваемых жителями Элиды (область на Пелопоннесе, где находилась Олимпия), и куда присылали квадриги из других мест Пелопоннеса (Илиада, 11.680).

### «Возобновление» игр
Первый исторический факт, связанный с Олимпийскими играми — это возобновление их царём Элиды Ифитом и законодателем Спарты Ликургом, имена которых были начертаны на диске, хранившемся в храме Геры в Олимпии ещё во времена Павсания (II век н. э.). С этого времени (по одним данным год возобновления игр — 728 до н. э., по другим — 828 до н. э.) промежуток между двумя последовательными празднованиями игр составлял четыре года или олимпиаду; но как хронологическая эра в истории Греции был принят отсчёт с 776 до н. э. (см. статью Олимпиада (хронология)). Аристотель считал датой проведения первых Олимпийских игр 776 год до н. э., дату, в значительной степени принятую большинством, хотя и не всеми последующими историками древности. Это всё ещё традиционно указываемая дата, и археологические находки приблизительно подтверждают, что Олимпийские игры начинаются в это время или вскоре после этого.
Возобновляя Олимпийские игры, Ифит установил на время их празднования священное перемирие (ἐκεχειρία), которое объявлялось особыми герольдами (σπονδοφόροι) сперва в Элиде, затем в остальных частях Греции; месяц перемирия назывался ἱερομηνία. В это время нельзя было вести войну не только в Элиде, но и в других частях Эллады. Пользуясь тем же мотивом святости места, элейцы добились у Пелопоннесских государств согласия считать Элиду страной, против которой нельзя было вести войны. Впоследствии, однако, элейцы сами не раз нападали на соседние области.
Историк Эфор Кимский, живший в IV веке до н. э., является одним из потенциальных кандидатов на установление даты начала игр, хотя заслуга в кодификации этой конкретной эпохи обычно принадлежит Гиппию из Элиды, Эратосфену или даже Тимею, которому Эратосфен, возможно, подражал. Ранее использовались местные системы датирования игр греческих государств (ими продолжали пользоваться все, кроме историков), что приводило к путанице при попытке определения дат. Например, Диодор утверждает, что на третьем году 113-й Олимпиады было солнечное затмение, которое должно быть затмением 316 года до н. э. Это указывает дату (середина лета) 765 года до н. э. для первого года первой олимпиады. Тем не менее, среди учёных существуют разногласия относительно того, когда начались игры.

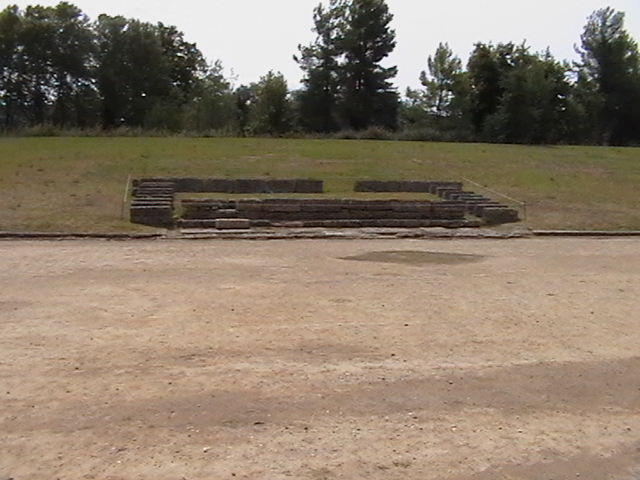
Экседра была зарезервирована для судей в Олимпии на южной набережной стадиона. Сегодня именно здесь Олимпийский огонь передаётся первому факелоносцу предстоящих Олимпийских игр.

Согласно более позднему греческому путешественнику Павсанию, который писал в 175 году нашей эры, единственным соревнованием, проводившимся поначалу, был стадион или забег на дистанцию около 190 метров, но потом к нему присоединились гонки на колесницах, борьба и пентатлон. Слово стадион происходит от этого вида соревнования.
Несколько группировок боролись за контроль над святилищем в Олимпии, а следовательно, и над играми, ради престижа и политических преимуществ. Павсаний позже пишет, что в 668 году до н. э. город Писа поручил Фидону Аргосскому захватить святилище в городе Элида, что он и сделал, а затем лично контролировал игры в том году. На следующий год Элида восстановил контроль над ситуацией.

### Приобретение статуса общеэллинского празднества
В первые 200 лет существования игр они имели только региональное религиозное значение. В этих ранних играх участвовали только греки, жившие поблизости от Олимпии. Об этом свидетельствует доминирование пелопоннесских спортсменов в списках победителей.
Со временем Олимпийские игры получили всё большее признание и стали частью Панэллинских игр, четырёх отдельных игр, проводимых с интервалом в два или четыре года, но организованных таким образом, чтобы каждый год проводился по крайней мере один набор игр. Другими Панэллинскими играми были Пифийские, Немейские и Истмийские игры, хотя Олимпийские игры считались самыми престижными.
В 480 г. до н.э. были впервые выпущены "олимпийские деньги" (специальные памятные монеты, посвящённые Олимпиаде). После того, как правитель находившихся на острове Сицилия городов Мессаны и Региума Анаксилас выиграл скачки на мулах на 75-й Олимпиаде, в каждом из этих городов по его распоряжению отчеканили монеты об этом событии (тетрадрахмы, на одной стороне которой был изображён мул, запряженный в колесницу, а на другой - заяц). В дальнейшем, эта традиция была продолжена.

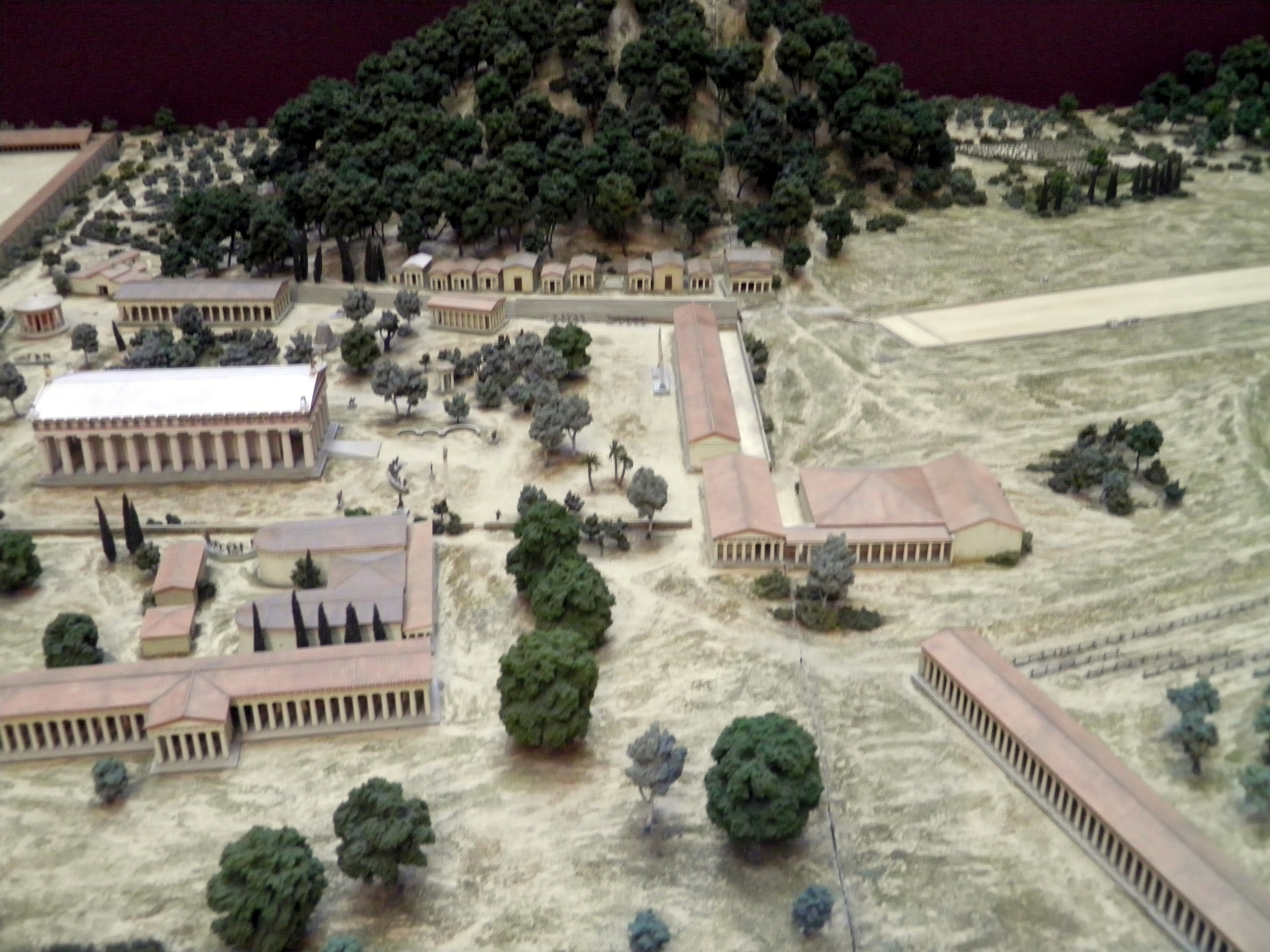
На этой модели изображено место проведения Олимпийских игр в Олимпии, как оно выглядело примерно в 100 году до нашей эры. Британский музей.

### Древнеримский период
После завоевания Греции римлянами Олимпийские игры продолжились, но популярность этого мероприятия снизилась в эпоху, предшествовавшую Августу. В этот период римляне в основном сосредоточились на внутренних проблемах и уделяли меньше внимания своим провинциям. Тот факт, что все победители в конном спорте были родом из близлежащих мест и что в Альтисе мало статуй победителей этого периода, говорит о том, что играми несколько пренебрегали.
В 86 году до н. э. римский полководец Сулла ограбил Олимпию и другие греческие сокровищницы, чтобы финансировать войну. Он был единственным римлянином, совершившим насилие над Олимпией. Сулла устроил игры в 80 году до н. э. в честь своих побед над Митридатом. Предположительно, единственным проводимым соревнованием была гонка на стадионе, потому что все спортсмены были вызваны в Рим.
При правлении императора Октавиана Августа Олимпийские игры пережили возрождение. Прежде чем он пришёл к полной власти, правая рука Августа Марк Агриппа восстановил разрушенный храм Зевса, и в 12 году до н. э. Август попросил иудейского царя Ирода субсидировать игры. Хотя ни один римлянин никогда не участвовал в спортивных соревнованиях в Олимпии, в первые годы правления Октавиана некоторые из его соратников, включая будущего императора Тиберия, выигрывали соревнования по конному спорту.
После того, как сенат после его смерти объявил Октавиана богом, в Олимпии была заказана статуя в его честь. У последующих обожествлённых императоров также были статуи, установленные в священном Альтисе. Стадион был отремонтирован по его приказу, и греческая легкая атлетика в целом была субсидирована.
Одно из самых печально известных событий в истории Олимпийских игр произошло во времена правления Нерона. Он желал победы во всех гонках на колесницах Панэллинских игр за один год, поэтому он приказал четырём главным хозяевам игр провести свои игры в 67 году, и поэтому запланированные Олимпийские игры 65 года были отложены. В Олимпии он был сброшен со своей колесницы, но всё же одержал победу. Нерон также считал себя талантливым музыкантом, поэтому он добавил конкурсы музыки и пения к тем фестивалям, где их не хватало, включая Олимпийские игры. Несмотря на своё ужасное пение, он выиграл все конкурсы, без сомнения, потому, что судьи боялись присудить победу кому-то другому. После его убийства олимпийским судьям пришлось вернуть взятки, которые он давал, и объявить Нероновскую олимпиаду недействительной.
В первой половине II века римские императоры Адриан и Антонин Пий наблюдали за новым и успешным этапом в истории игр. Олимпийские игры привлекли большое количество зрителей и участников, а слава победителей распространялась по всей Римской империи. Эпоха возрождения продолжалась большую часть второго столетия. И снова философы, ораторы, художники, религиозные проповедники, певцы и всевозможные исполнители отправились в Олимпию на праздник Зевса.

### Упадок и запрет
В III-м веке популярность игр снизилась. Список побед Секста Африкана заканчивается на Олимпиаде 217 года, и ни в одном сохранившемся тексте последующих авторов не упоминается ни о каких новых олимпийских победителях. Однако раскопанные надписи показывают, что игры продолжались. До недавнего времени последним достоверно датируемым победителем был Публий Асклепиад из Коринфа, который выиграл пятиборье в 241 году. В 1994 году была найдена бронзовая табличка с именами победителей боевых состязаний, родом с материка и Анатолии; доказательство того, что Олимпийские игры продолжались по крайней мере до 385 года.
Игры продолжались и после 385 года, когда наводнения и землетрясения повредили здания, а нашествия варваров достигли Олимпии. Последние зарегистрированные игры должны были состояться при Феодосии I в 394 году, при этом археологические данные указывают на то, что до этого момента игры всё ещё проводились. В 394 году Феодосий I издал указ о запрете Олимпийских игр как языческих.
Но есть несколько причин сделать вывод, что Олимпийские игры продолжали устраиваться и закончились при Феодосии II. Есть две дошедшие до нас схолии о Лукиане, которые связывают окончание игр с пожаром, который сжёг храм Зевса в Олимпии во время правления Феодосия II:49. Однако после издания Феодосием II в 426 году указа о сносе языческих храмов началось разрушении Олимпии.
Игры были возрождены в 1896 году уже как современные международные Олимпийские игры.
Хронология античных олимпийских игр согласно «Хронике Евсевия» представлена в статье Олимпиада (хронология).

## Разновидности состязаний
- Бег на различные дистанции.
- Несколько видов единоборств.
- Пятиборье (Пентатлон), включающее в себя:
  - Бег
  - Прыжки в длину (прыжки в длину были очень сложны, так как в руках у прыгуна были зажаты гири; это делалось для того, чтобы атлет мог прыгнуть дальше)
  - Метание копья
  - Метание диска
  - Борьба, в которой для победы было необходимо добиться трёхкратного падения противника на землю.
- Гонки колесниц были самым ожидаемым зрелищем. В двух местах стояли столбы, которые все участники пытались поближе объехать, но порой переворачивались.

## Организация игр
В праздничных состязаниях могли участвовать лишь полноправные эллины. Подвергнувшиеся атимии греки, а также варвары могли быть только зрителями. Позднее исключение было сделано в пользу римлян, которые, как хозяева земли, могли изменять по своему произволу религиозные обычаи. Не пользовались правом даже смотреть игры также женщины, кроме жрицы Деметры. При этом женщины имели возможность принять заочное участие в Олимпийских играх, просто прислав свою колесницу (победителем считался владелец лошадей, и первой чемпионкой стала Киниска). Кроме того, специально для целеустремлённых женщин греки решили сделать исключение и организовали специальные игры, победительница которых получала оливковый венок и съестные припасы, в частности мясо.
Число зрителей и исполнителей Олимпийских игр было очень велико; очень многие пользовались этим временем, чтобы совершать торговые и другие сделки, а поэты и художники — чтобы знакомить публику со своими произведениями. От разных государств Греции посылались на праздник особые депутаты, которые соперничали друг с другом в обилии приношений, для поддержания чести своего города.
Праздник происходил в первое полнолуние после летнего солнцестояния, то есть падал на аттический месяц Гекатомбеон, и длился пять дней, из которых одна часть была посвящена состязаниям, другая часть — религиозным обрядам с жертвоприношениями, процессиями и общественными пирами в честь победителей. По словам Павсания, до 472 до н. э. все состязания происходили в один день, а позднее были распределены на все дни праздника.
В первый день атлеты (участники) клялись и приносили жертвы богам. Судьи тоже клялись, что будут честно судить.
Следующие 3 дня проходили соревнования. Во время состязаний выявлялся сильнейший (наград за второе и третье места не существовало), при этом числовые результаты и рекорды не фиксировались. О видах соревнований на Олимпийских играх см. статью «Соревнования античных Олимпийских игр».
Судьи, наблюдавшие за ходом состязаний и присуждавшие награды победителям, назывались элланодиками; они назначались при помощи жребия из местных элийцев и заведовали устройством всего праздника. Элланодиков было сперва 2, затем 9, ещё позднее 10; со 103-й Олимпиады (368 до н. э.) их было 12, по числу элейских фил. В 104-ю олимпиаду число их было уменьшено до 8, наконец, со 108-й олимпиады до Павсания их насчитывалось 10 человек. Они носили пурпурную одежду и имели на стадии особые места. Под их начальством состоял полицейский отряд алитаев, с адитархами во главе.
Прежде чем выступить перед народом, все желавшие принять участие в состязаниях должны были доказать элладонам, что 10 месяцев, предшествующих состязанию, они посвятили предварительной подготовке, дав в том клятву перед статуей Зевса. Отцы, братья и гимнастические учителя желающих состязаться должны были также поклясться в том, что они не окажутся виновными ни в каком преступлении. За 30 дней все желающие состязаться должны были предварительно показать своё искусство перед элланодиками в Олимпийской гимназии.
Порядок состязаний объявлялся публике посредством белой вывески (λεύκωμα). Перед состязанием все желающие участвовать в нём вынимали жребий для определения порядка, в каком будут выходить на борьбу, после чего герольд объявлял во всеуслышание имя и страну выходящего на состязание.
Наградой за победу служил венок из дикой оливы (κότινος), победителя (олимпионика) ставили на бронзовый треножник (τρίπους ἐπίχαλκος) и давали ему в руки пальмовые ветви. Победитель, помимо славы для себя лично, прославлял ещё и своё государство, которое предоставляло ему за это разные льготы и привилегии. Афины давали победителю денежную премию (впрочем, сумма была умеренная). С 540 года до н. э. элейцы разрешали ставить статую победителя в Альтисе (см. Олимпия). По возвращении домой ему устраивали триумф, сочиняли в его честь песни и награждали различными ценными призами.

## Спортивные сооружения в Олимпии

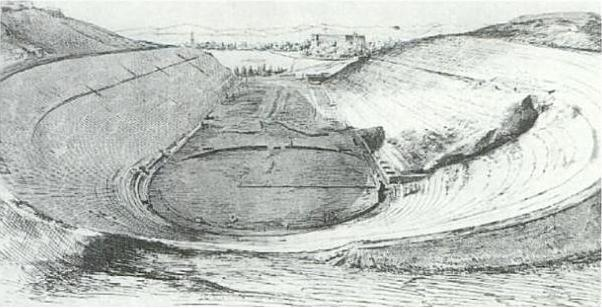
Раскопки древнего афинского стадиона, который по форме мог напоминать олимпийский (зарисовка около 1870 года)

Олимпийский стадион строился постепенно с увеличением популярности игр. Это был первый стадион в Древней Греции, на котором имелись трибуны. После модернизации в V веке до н. э. он мог принимать около 40 тыс. зрителей. Размеры спортивного поля стадиона составляли 212 на 32 метра, а на беговой дорожке могли одновременно бежать двадцать человек.
Олимпийский ипподром имел внушительные размеры — свыше 700 метров в длину и более 300 метров в ширину.
Для тренировок спортсменов использовался Гимнасий — открытое сооружение с беговой дорожкой той же длины, что и на стадионе, окружённое колоннадой. Рядом находилась Палестра — квадратное сооружение с внутренним двором для тренировок в борьбе, кулачном бою и других видах спорта.
В IV веке до н. э. архитектором Леонидом был построен «Леонидион», выполнявший функцию олимпийской деревни. Здание состояло из центрального двора, окруженного перистилем из 44 колонн, в который выходили комнаты со всех четырёх сторон. Снаружи здания находилась непрерывная колоннада из 138 ионических колонн.
Поскольку Олимпийские игры имели важное религиозное значение, в Олимпии находилась система храмов и святилищ.
После запрета игр сооружения пришли в упадок, были разрушены двумя мощными землетрясениями в VI веке, а ипподром был полностью уничтожен во время наводнения.

## В современном искусстве
- Пятая серия мультфильмов Казаки под названием Как казаки олимпийцами стали (1978).
- Мультфильм Фёдора Хитрука «Олимпионики» (1982)[28]
- Комикс Астерикс на Олимпийских играх (фр. Astérix aux Jeux Olympiques, 1968) Рене Госинни и Альбера Удерзо, его вольная экранизация — художественный фильм Астерикс на Олимпийских играх (2008) и одноимённая компьютерная игра, созданная по его мотивам, вышедшая в том же году.